# アルバニア料理

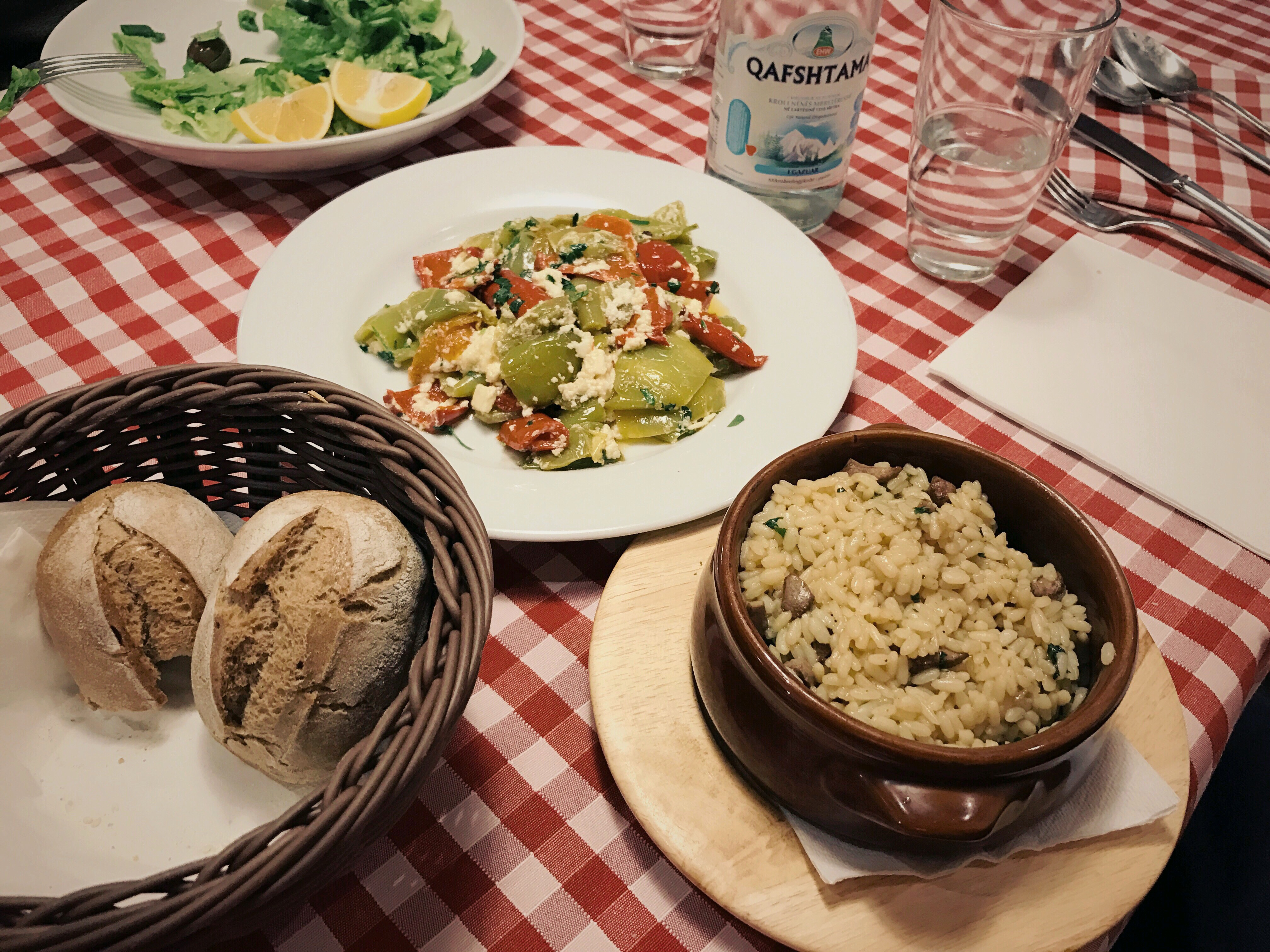
オーブン焼きの陶器で供される伝統的食事。

アルバニア料理（アルバニアりょうり、アルバニア語: Kuzhina shqiptare）は、アルバニア人の国内の料理である。様々な野菜、ハーブおよび果物の栽培に適した気候など地理的要因により、アルバニア料理の伝統は多様である。イタリア、ギリシャ、およびトルコなど多くの国々の影響を受けている。魚料理に、オレガノ・チリパウダーとニンニクも使うことが特徴である。
アルバニア人の主要な食事は昼食で、通常様々な野菜と共にじっくり煮込んだ肉のメイン料理、トマト、キュウリ、ピーマン、およびオリーブなどの新鮮なサラダが並ぶ。サラダには塩、オリーブオイル、酢またはレモン果汁のドレッシングをかける。
高地部では燻製した肉と漬物が一般的である。動物の肉だけでなく腸などの内臓や頭部も食材とし、美味と考えられている。乳製品も食事に不可欠であるとされる。

## 料理
アルバニア料理は、古典古代に遡るその長い歴史に強く影響されている。時代につれ、現在のアルバニアの地域は古代ギリシア、ローマ帝国、ビザンティン帝国およびオスマン帝国に占有または占領され、それぞれがアルバニア料理にその痕跡をのこした。アルバニアには様々な気候系があり、これによりオリーブおよびオリーブオイル、トマト、オレンジ、レモンおよびその他多数、ほぼ全ての種類の野菜と果物が収穫できる。
アルバニア料理は、主要な3種類に分かれる；アルバニア料理北部料理、中央部料理、および南部料理。
アルバニアには、一般的に果物から野菜、ソース、肉、および他の多数の様々な食材が使われる。よく使われる食材は、ピーマン、オクラ、サヤインゲン、アーティチョーク、ニンジン、トマト、キュウリ、レタス、およびブドウの葉のような新鮮な野菜、および豆（Pasul用）、ソラマメ、エンドウ、黒目豆、ヒヨコマメ、レンズマメのような豆果である。ナシ、リンゴ、ブドウ、オレンジ、マンダリンオレンジ、クリ、クルミ、ヘーゼルナッツは最も一般的な果物とナッツである。
ドゥラス、サランダおよびヴロラなどのアルバニア沿岸部の都市は、魚介類の名物料理に特に熱心である。人気の魚介類料理にはイカフライ、タコ、コウイカ、レッドマレット、シーバス、ヨーロッパヘダイなどがある。

## 前菜
| - 小麦パン（Bukë gruri）またはトウモロコシパン（Bukë misri）：アルバニアの食卓に必ずある。アルバニア語で「食事に行く」（për të ngrënë bukë）の直訳は「パンを食べに行く」である。「パン」は真のアルバニア人のもてなしを示す言葉「パン、塩、そして心」（bukë, kripë e zemër）にも使われる。 - 鶏レバー（mëlci puțe） - ナスの前菜Eggplant salads and appetizers - ドルマ（Japrak） - Panaret：アルブレシュ人の間で有名 - スタッフド・ピーマン：コメ、肉、他の野菜とハーブを詰めたピーマン | - キャベツの漬物（Turshi lakre） - サーディンフライのレモン添え（Sardele me Limon） - アルバニア式メゼ：プロシュットハム、サラミおよびフェタチーズの盛り合わせに、焼きピーマン（capsicum）またはニンニクまたはタマネギ入りオリーブオイルでマリネしたグリーンオリーブを添える。 - Papare：パンの残りを、水、卵、バター、およびGjize（加塩のカードチーズ）を材料に調理する。 - パンとチーズ：Buk me djathと呼ばれる。 |

## 肉

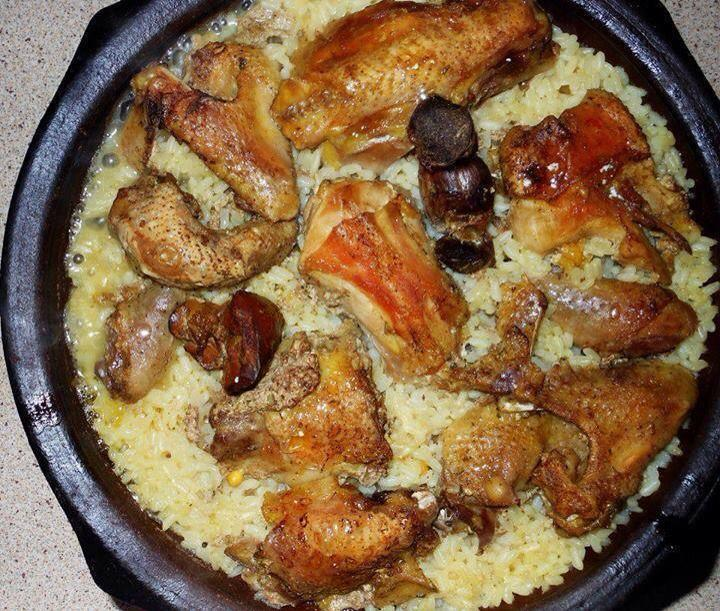
ハス県の伝統料理。

- タベコシ（英語版）：賽の目に切った羊肉と米をヨーグルトとともにオーブンで焼き、オレガノやガーリックで風味を付けた料理[2]。
- 仔牛肉または鶏肉とクルミ[3]
- ティラナのFërgesëと仔牛肉（Fergesë e Tiranës me mish viçi）：Satarašも参照
- Qebapa：羊肉と牛肉の合い挽きで作る、小さな皮なし肉ソーセージのグリル；タマネギ、サワークリーム、 アイバル、およびピタパン（pitalka）を添えて供される。
- 揚げミートボール（Qofte të fërguara）
- プロシュット：乾燥塩蔵ハム
- gjiri gic：子豚の丸焼き
- Kolloface Korçe
- Pastërma（英語版）：調味済みの乾燥塩蔵牛肉
- 仔牛肉の大きなライマメ添え
- Harapash：羊の腸、バター、チーズおよびトウモロコシ粉で作るポレンタ
- Paçe：国内各地で一般的であり、アルバニアでは伝統的に人気であった。Paçeは羊、豚または牛の頭部で作り、肉が剥がれ落ちるまで茹でる。次にニンニク、タマネギ、黒コショウ、および酢で煮込む。シチューにとろみを加えるために小麦粉を加える場合もある。温かく心のこもった冬のシチューである。

## サラダ

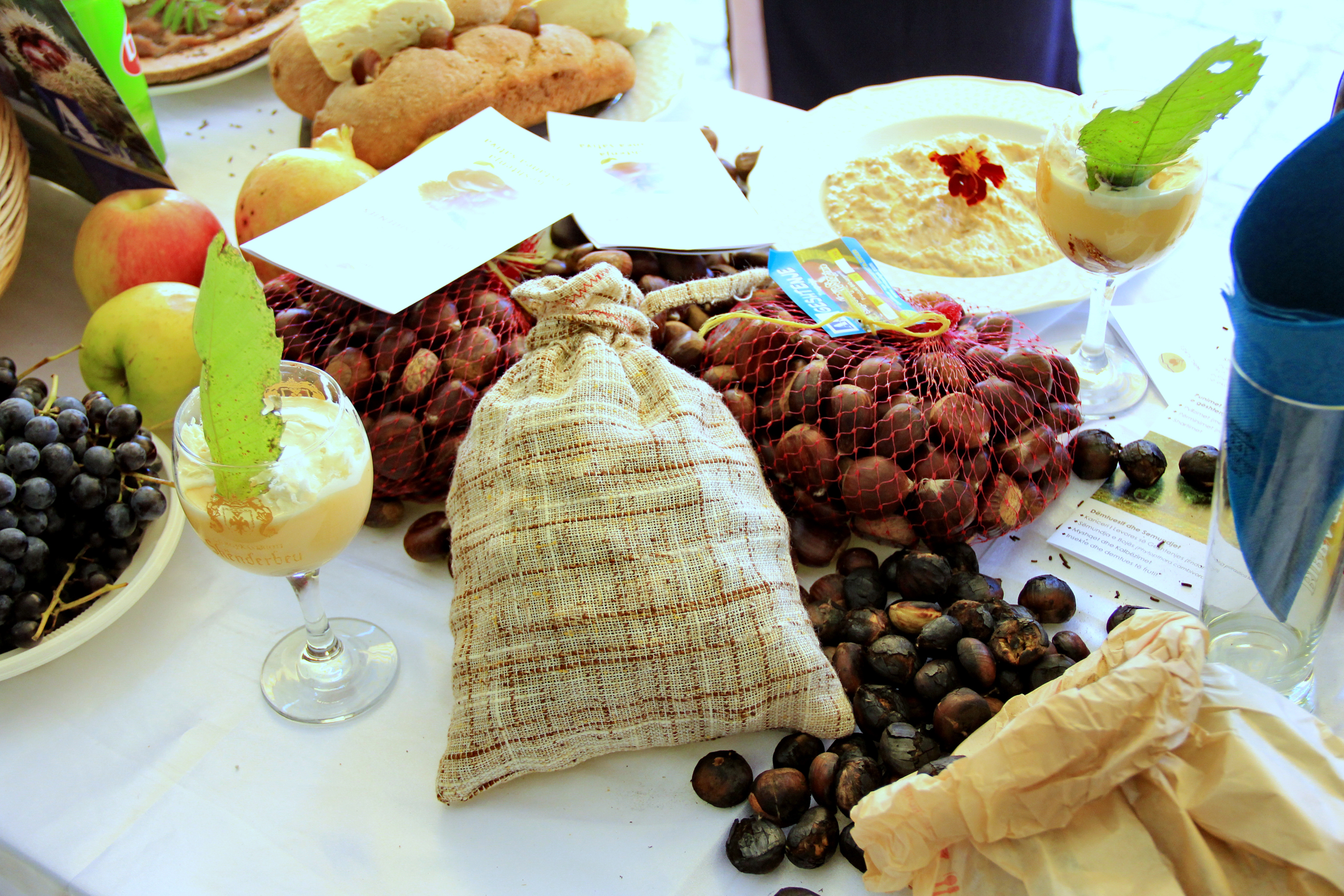
栗はアルバニアの全国で広く栽培される。

- アルバニア風ポテトサラダ
- アルバニア風トスサラダ
- 豆サラダ
- キャベツサラダ
- トマトとコショウのサラダ

## スープ
- Jani me fasule：豆のスープ
- ジャガイモとキャベツのスープ
- スープのレモン添え
- Groshët：アルブレシュ人の間で有名
- タラトール
- タルハナ

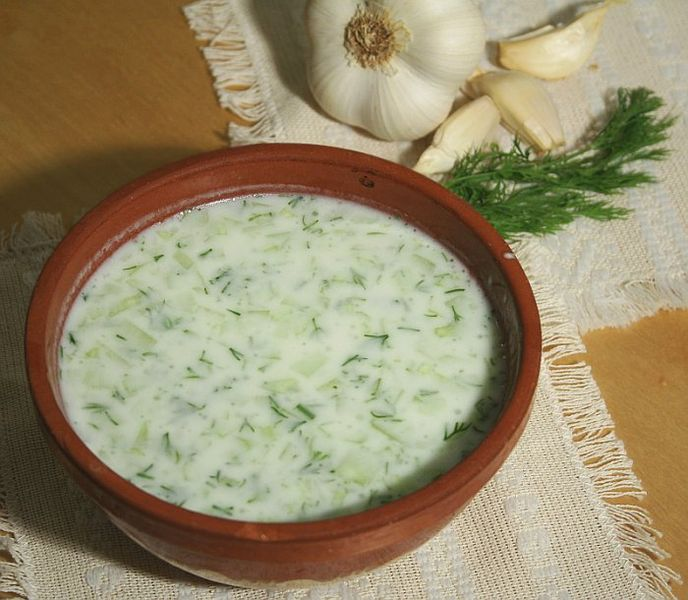
タラトールは夏に人気の、冷やしたヨーグルトとキュウリの飲み物である。

- Shqeto：ジロカストラのLunxhëria地域のスープ

## 魚
- マス（またはOhrid trout）、タマネギ、トマトのオーブン焼き
- ホワイトニング（英語版）（小型タラ総称）、コイ、ボラ、またはウナギのオリーブオイルニンニク焼き

## 野菜
- Japrak（セルビアではサルマ、モンテネグロ南東部（英語版）ではJaprakと呼ぶ）：野菜で包んだ料理の一種
- 焼きリーキ
- ティラナのFërgesëとピーマン（fergese elbasani me speca）
- コメ、肉、野菜を詰めたピーマン
- ナスのチーズ詰め

## パイ

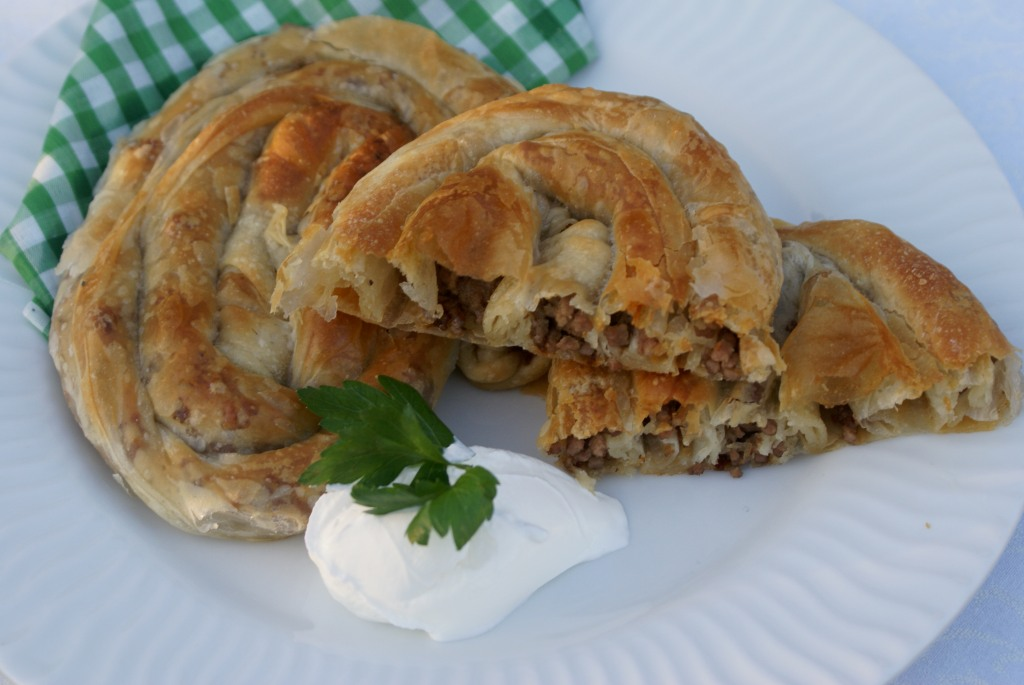
アルバニアのブレク

- ブレク（Byrek）：アルバニアの野菜のパイ；フェタチーズ、ホウレンソウ、キャベツ、トマト、または肉入りもある；フィロ・ペイストリーで作った層状のパイである。他の種類のものは「pite」または「pita」という。
- Kungullur：潰したカボチャ、バター、塩または砂糖を層状に詰めたペイストリー。
- Bakllasarëm：コソボとアルバニアの伝統料理；pite」または「pita」（ブレク）と呼ぶ層状パイの中に何もなく、ヨーグルトとニンニクを塗ってもう一度焼く。昼食に食べる。
- Flia：コソボとアルバニアの伝統料理
- Shapkat
- Qumështor
- Lakror：ブレクに類似してるが、フィロ生地の層はタマネギ、オリーブオイル、卵のみである。Lunxhëri南部地域の名物である。

## デザート

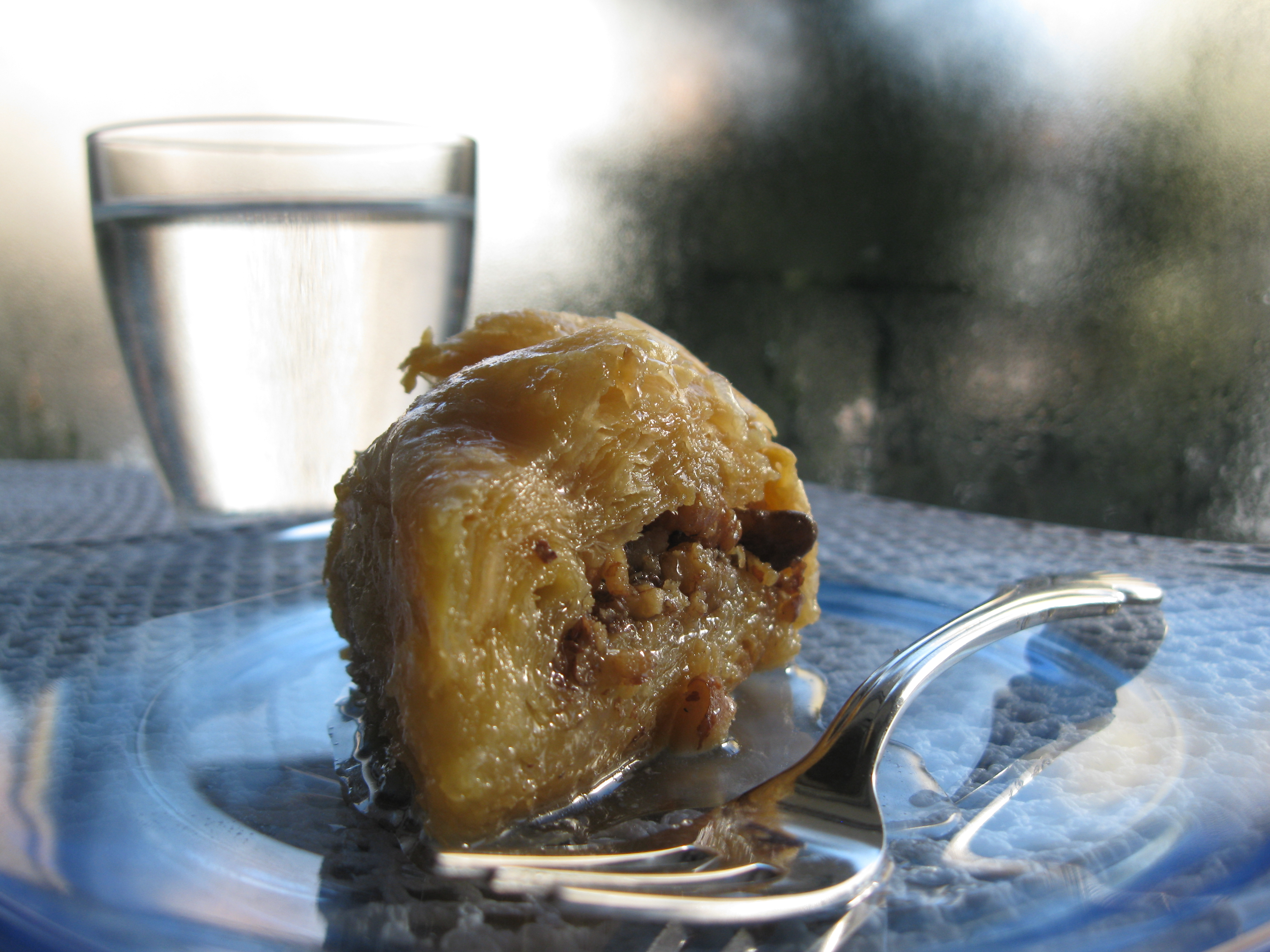
バクラヴァは大皿で供されて様々な形に切り分ける。

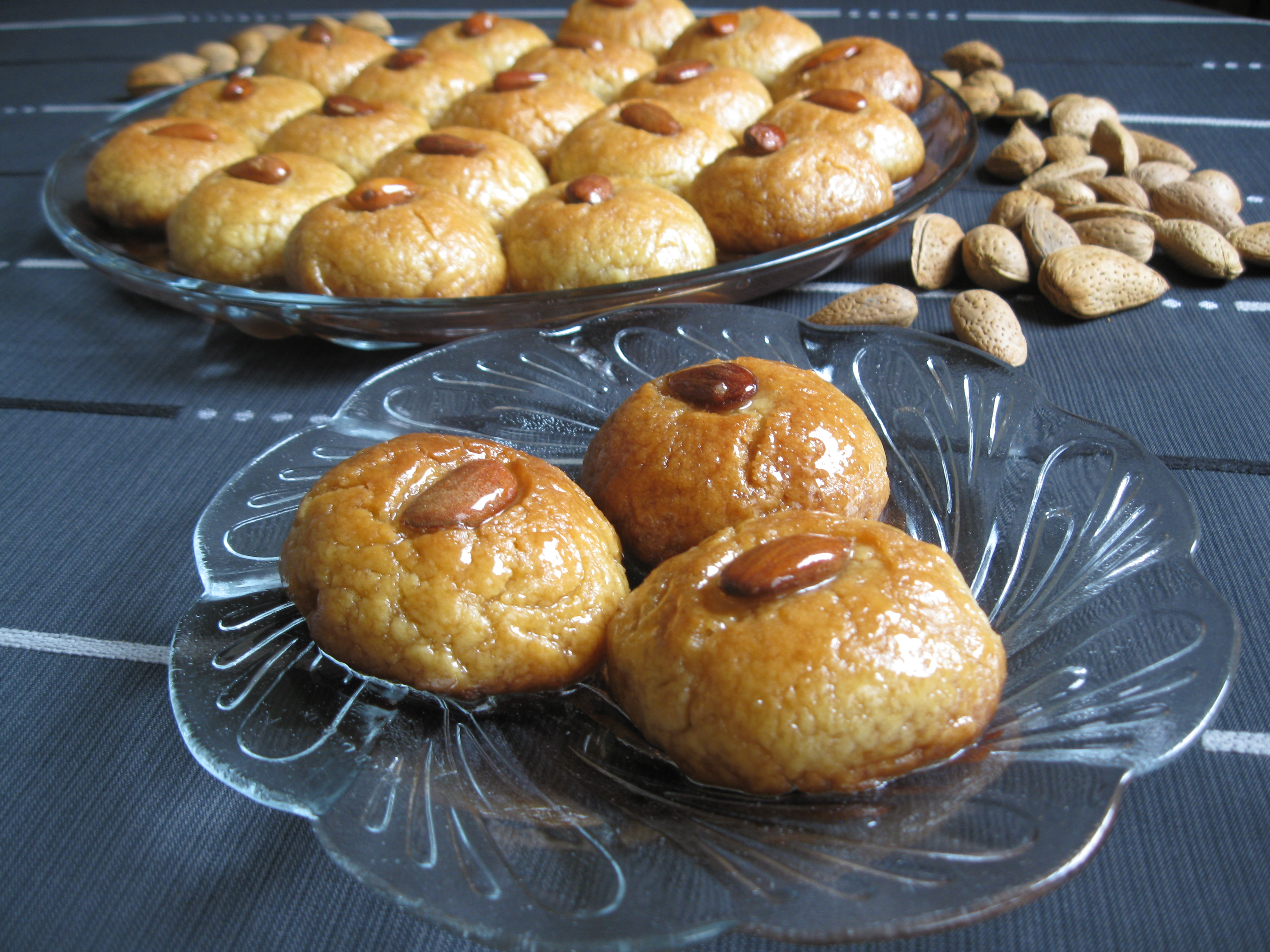
Sheqerpare

アルバニアの全ての都市にパティスリーがある。アルバニアで最も一般的な次のデザートはバルカン半島全ての地域で作られる：
- ハルヴァ（Hallvë）
- アシュレ（Hashure）
- カダイフ（Kadaif）
- サムサ（Samsa）
- Sheqerpare
- Revani me sherbet
- Hasude
- Tambëloriz：ライスプディング
- Shëndetlie me mjaltë
- Kabuni
- Kanojët：カンノーロ
- Qumështor
- Krem Karamel：カスタードプディング
- Tullumbat：数センチの生地を揚げてシロップに浸す
- Gliko：フルーツジャムを添える
- Pandispan：スポンジケーキ
- Të plotit
- Ballokumja
- バクラヴァ（Bakllavaja）
- Sunxhuk Mjalte me ara
- KarkanaqeまたはBiskota te Shkrifeta
- ロクム（Llokumi）

## 飲料
- シデリティス (en) ：野草茶（Çaj Mali）
- ボザ
- Dhallë：アイラン
- アルバニアのビール (en)
- アルバニアのワイン (en)
- ラキヤ（Rakia）
- Konjak "Skënderbeu"：コニャック